# لا پییر
لا پییر (به فرانسوی: La Pierre) یک کمون در فرانسه است که در Canton of Goncelin واقع شده‌است.

## خصوصیات
لا پییر ۳ کیلومترمربع مساحت و ۳۹۰ نفر جمعیت دارد و ۲۳۳ متر بالاتر از سطح دریا واقع شده‌است.